# 髙柳浩二
髙柳 浩二（たかやなぎ こうじ、1951年（昭和26年）11月4日 - ）は、日本の実業家。ファミリーマート取締役会長。

## 人物
早稲田大学理工学部卒業後、1975年伊藤忠商事に入社。原重油部長、エネルギー貿易部長、エネルギートレード部門長、執行役員、常務、専務、副社長を歴任する。
2017年からユニー・ファミリーマートホールディングス代表取締役社長を務め、伊藤忠商事とコンビニエンスストア事業のファミリーマートやスーパー事業のユニーとの連携強化を図ったが、2019年にユニーをパン・パシフィック・インターナショナルホールディングスに売却した。同年5月、代表取締役会長に就任。2021年、取締役会長。